# Белуско
Белу̀ско (на италиански: Bellusco, на западноломбардски: Belösch, Бельоск) е градче и община в Северна Италия, провинция Монца и Брианца, регион Ломбардия. Разположено е на 214 m надморска височина. Населението на общината е 7217 души (към 2010 г.).
До 2004 г. общината е част от провинция Милано.